# Goodwill Zwelithini kaBhekuzulu

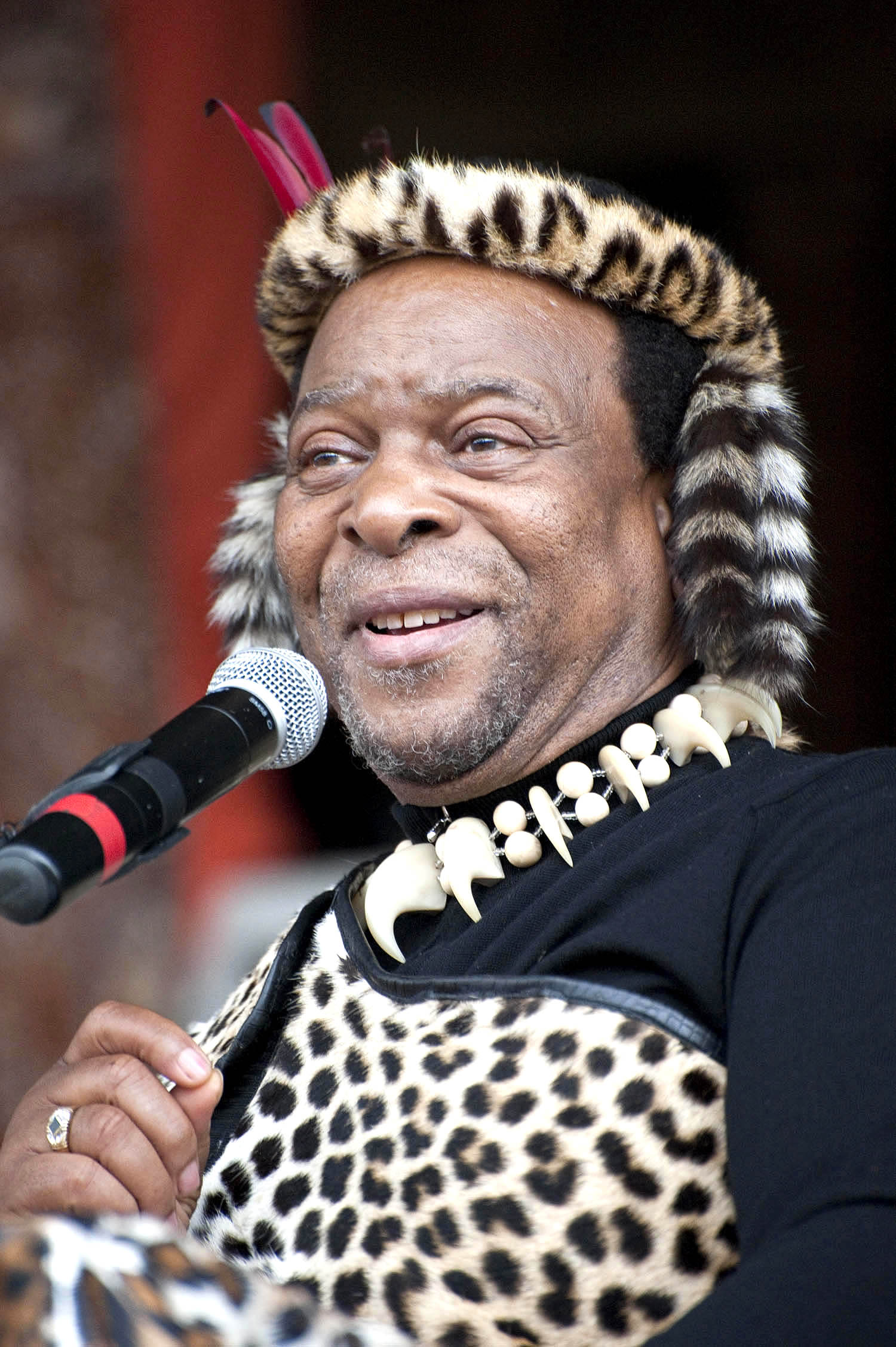
Goodwill Zwelithini (2011)

Goodwill Zwelithini kaBhekuzulu (* 14. Juli 1948 in Nongoma; † 12. März 2021) war nach der südafrikanischen Verfassung König der Zulu.
Die Rolle des Königs ist weitgehend zeremoniell; er übte offiziell keine politische Macht aus. Die Hofhaltung in Nongoma wurde aus dem Budget der Provinz KwaZulu-Natal bezahlt.

## Leben
Zwelithini wurde 1968, nach dem Tode seines Vaters Cyprian Bhekuzulu kaSolomon, zum König, jedoch erst nach seinem 21. Geburtstag bei einer traditionellen Zeremonie in Anwesenheit von 20.000 Zulu im Dezember 1971 in Nongoma als achter König eingesetzt. Bis zu seiner Inthronisation war Prinz Israel Mcwayizeni KaSolomon als Regent tätig. Zwelithini nahm während dieser Zeit aus Angst vor Attentaten Zuflucht auf St. Helena.
1994 brach der König mit Mangosuthu Buthelezi, einem Verwandten und Führer der Zulu-Partei Inkatha Freedom Party (IFP), der seit seiner Thronbesteigung zumeist Premierminister der Provinz gewesen war und bis 2003 dort an der Macht blieb. Im Vorfeld war es zu Ausschreitungen zwischen Anhängern Buthelezis und Zwelithinis bei der jährlichen Gedenkveranstaltung zu Ehren Shakas gekommen. Bei einem Besuch von Nelson Mandela stürmten IFP-Parteigenossen die königliche Residenz, woraufhin der König mit Sicherheitskräften den Palast verließ und nach Johannesburg ausgeflogen wurde. Trotz seiner verfassungsrechtlich rein zeremoniellen Rolle wurde der König von Mandela wiederholt auch als politischer Sprecher der Zulu behandelt, um die IFP und Buthelezi zu umgehen. Mandelas Tochter Zenani Mandela ist eine Ehefrau von Prinz Thumbumuzi Dlamini, einem Bruder von Zwelithinis dritter Frau Mantfombi Dlamini.
Zwelithini absolvierte Auslandsbesuche, um für den Tourismus in der Provinz zu werben und Gelder für wohltätige Organisationen der Zulu einzusammeln. Zwelithini war auch Vorstandsvorsitzender des Ingonyama Trust, einer noch unter der Apartheidregierung gegründeten Stiftung, die mit Ländereien von 28.000 Quadratkilometern insgesamt 29,67 % der Grundfläche der Provinz KwaZulu-Natal besitzt. Die übrigen acht Vorstandsmitglieder des Trusts werden vom südafrikanischen Landwirtschaftsminister in Abstimmung mit dem König, dem Premierminister der Provinz und dem Vorsitzenden des Provincial House of Traditional Leaders (der Vertretung traditioneller Herrscher) ernannt.
2007 wurde Zwelithini für die Forderung nach einem neuen Mercedes-Benz S 600 im Wert von einer Million Rand kritisiert, nachdem er bereits im Dezember 2006 seinen Ehefrauen sechs Mercedes-Benz E-Klasse im Wert von zwei Millionen Rand gekauft hatte. 2012 forderte er vom Provinzparlament 18 Millionen Rand für die Renovierung und Erweiterung seiner Paläste.
In den 2010er Jahren fiel er mehrfach durch seine Reden auf. Im Januar 2012 bezeichnete er gleichgeschlechtliche Beziehungen, die von der südafrikanischen Verfassung ausdrücklich unter staatlichen Schutz gestellt sind, als „verdorben“, was Staatspräsident Jacob Zuma zurückwies. 2015 forderte er, dass alle Ausländer das Land verlassen sollten; die Aussage gilt als Auslöser fremdenfeindlicher Ausschreitungen in Durban. Im selben Jahr lobte er das Apartheid-System, das wirtschaftlich erfolgreicher gewesen sei als die Regierungen seit Einführung der Demokratie im Jahr 1994. Er sei stolz, im Jahr des ersten Wahlsiegs der Nasionale Party geboren zu sein.
Zwelithini hatte fünf Ehefrauen und zahlreiche Kinder. Als Kronprinz fungierte ab 2020 Misuzulu Zulu (* 23. September 1974).
Im März 2021 starb er während der COVID-19-Pandemie in Südafrika an den Folgen einer Infektion mit SARS-CoV-2.
Als Monarchin der dreimonatigen Trauerzeit wurde Shiyiwe Mantfombi Dlamini Zulu gewählt; diese verstarb jedoch bereits am 29. April 2021, im Alter von 65 Jahren, plötzlich. Er hinterließ sechs Frauen und 28 Kinder.
Zwelithini verfügte als König der Zulus über fast 30.000 Quadratkilometer Land, mehrere Paläste und weitere Anwesen und erhielt jährlich etwa 75.000 Euro vom Staat für seinen persönlichen Bedarf sowie ein Budget von 4,2 Millionen Euro pro Jahr für die Verwaltung des Königreichs.
Am 7. Mai 2021 folgte ihm sein ältester noch lebender Sohn Misuzulu Zulu als Zulukönig nach.